# Gaius Avillius Maximus
Gaius Avillius Maximus war ein im 2. Jahrhundert n. Chr. lebender Angehöriger des römischen Ritterstandes (Eques).
Durch ein Militärdiplom ist belegt, dass Maximus 160 Kommandeur der Cohors I Sebastenorum war, die zu diesem Zeitpunkt in der Provinz Syria Palaestina stationiert war. Durch eine Inschrift ist ein Gaius Avilius Gavianus belegt; möglicherweise war Maximus der ältere Bruder des Gavianus.